# Калофилловые
Калофилловые (Calophyllaceae) — семейство цветковых растений порядка мальпигиецветные.
Семейство признается системой APG III. Ранее оно рассматривалось в качестве трибы Calophylleae семейства Клузиевые (Clusiaceae). Angiosperm Phylogeny Group (APG) установила, что необходимо разделить эту кладу на роды и выделить в самостоятельное семейство.

## Таксономия
Семейство включает 14 родов:
- Calophyllum L. — Калофиллум
- Caraipa Aubl. — Караипа
- Clusiella Planch. & Triana — Клузиелла
- Endodesmia Benth. — Эндодесмия
- Haploclathra Benth.
- Kayea Wall. — Кайея
- Kielmeyera Mart. — Килмейера
- Lebrunia Staner
- Mahurea Aubl.
- Mammea L. — Маммея
- Marila Sw.
- Mesua L. — Мезуя
- Neotatea Maguire
- Poeciloneuron Bedd.